# Le Touquet-Paris-Plage
Le Touquet-Paris-Plage (Nederlands: Het Hoekske) is een gemeente in het Franse departement Pas-de-Calais (regio Hauts-de-France). De plaats maakt deel uit van het arrondissement Montreuil. Le Touquet-Paris-Plage telde op 1 januari 2022 4.223 inwoners.
Als badstad ontvangt ze 's zomers tot 250.000 personen. 

## Geschiedenis
Het gebied was al in de prehistorie bewoond, zo tonen vondsten uit het mesolithicum en uit de bronstijd aan. In 1758 werd de naam Touquet voor de eerste maal vermeld en ook in 1764 (Pointe du Touquet, Banc du Touquet). Het gebied was in bezit van de Abdij van Sint-Joost. Er werd helmgras aangeplant om het zand vast te leggen. Dit gebied, van omstreeks 1600 ha, werd tijdens de Franse revolutie onteigend en in 1837 verkocht aan Alphonse Daloz. Van 1855-1882 werden er zeedennen, populieren en elzen geplant om het zand stil te leggen. In 2011 was nog 800 ha van deze bossen intact.
In 1858 werd het domein verdeeld en verkreeg Alphonse Daloz het deel waarop Le Touquet-Paris-Plage zou worden gesticht. Dit behoorde toen nog tot de gemeente Cucq. In 1882 vond de eerste verkaveling plaats en deze werd Paris-Plage genoemd, een naam die in 1892 officieel werd. Het motto: fiat lux, fiat, urbs had betrekking op de twee vuurtorens die er in 1852 werden opgericht, zie Vuurtoren van Le Touquet. In 1894 werd dit motto aan het wapenschild van de plaats toegevoegd.
De zich ontwikkelende badplaats was zeer geliefd bij de Britten. Dezen kochten grote stukken grond en daarnaast werden enkele grote hotels gebouwd. In 1904 werd een Champ des Sports ingewijd door Pierre de Coubertin.
In 1906 kwam Louis Blériot er wonen en hij maakte testvluchten in de duinen met zijn vliegtuigen. In 1910 was het René Caudron die als eerste een rondvlucht boven de plaats maakte.
In 1912 splitste Le Touquet-Paris-Plage zich af van Cucq om een zelfstandige gemeente te gaan vormen. In hetzelfde jaar werd het Casino de la Forêt gebouwd, dat een van de belangrijkste casino's van Europa zou worden.
Tijdens de Eerste Wereldoorlog dienden de prestigieuze hotels voor de opvang van oorlogsvluchtelingen, onder meer uit Ieper. Het casino werd als militair hospitaal in gebruik genomen.
Na de oorlog hervatte zich het leven als mondaine badplaats. Een buitengewoon luxueus hotel, Royal Picardy, opende zijn deuren. Onder andere Maurice Ravel heeft er gelogeerd. Ook vele villa's werden er gebouwd.
Tijdens de Tweede Wereldoorlog werd de stad bezet door 40.000 Duitse militairen. In 1943 werd de Atlantikwall gebouwd en begonnen ook de geallieerde bombardementen. Vooral die van juni 1944 richtten veel schade aan en maakten ook slachtoffers. Toen de stad door de Canadezen bevrijd werd, troffen deze er talrijke landmijnen aan.
Na de oorlog kwam de herbouw pas laat op gang, en wel in 1956. Le Touquet ontwikkelde zich nu ook tot een belangrijke congresstad. Er kwam een hotelschool en het toerisme ontwikkelde zich weer.

## Geografie
De oppervlakte van Le Touquet-Paris-Plage bedroeg op 1 januari 2022 15,31 vierkante kilometer; de bevolkingsdichtheid was toen 275,8 inwoners per km².

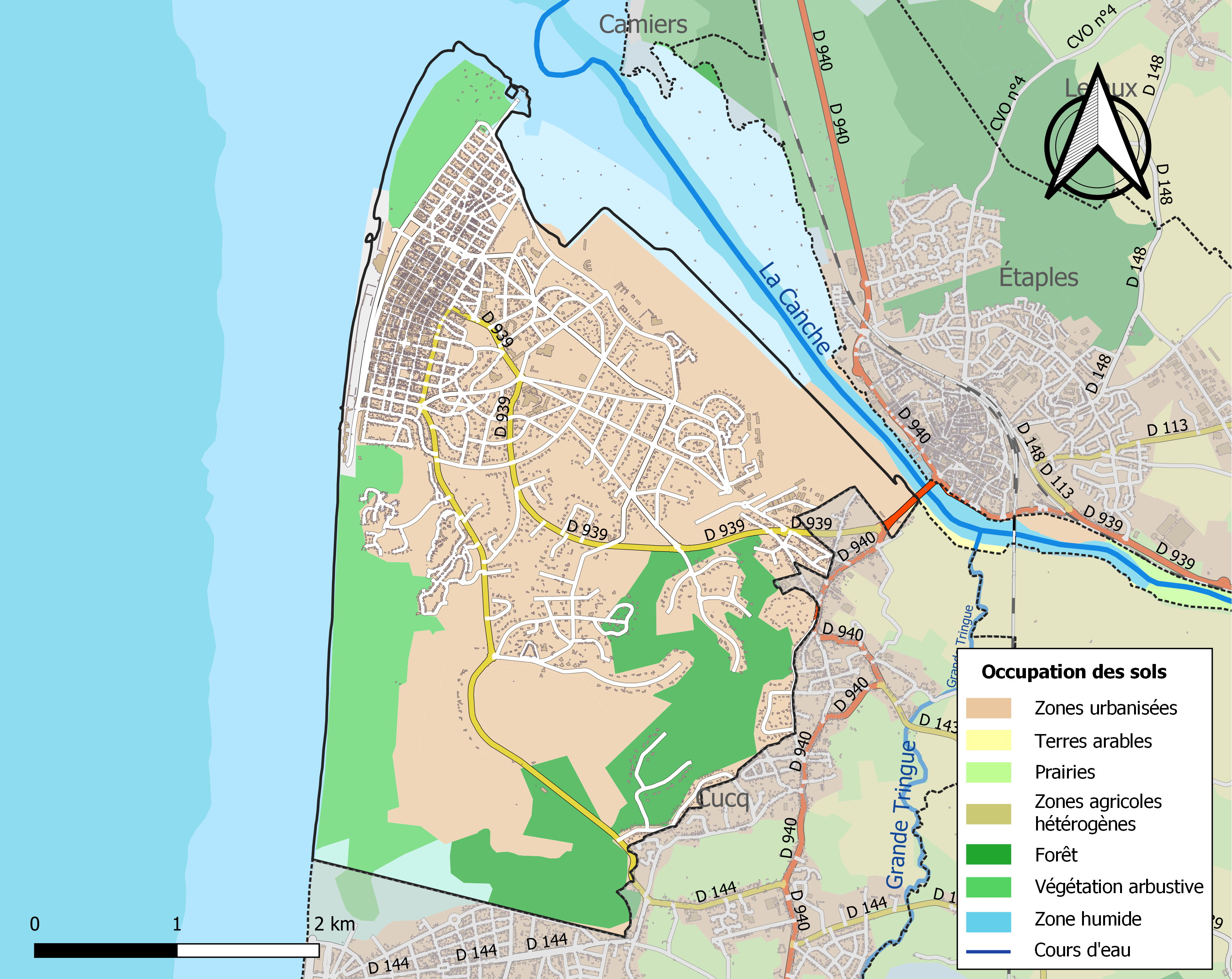
Kaart van de gemeente met belangrijkste infrastructuur, bodemgebruik en omliggende gemeenten

Le Touquet-Paris-Plage ligt aan de Opaalkust, langs Het Kanaal, met duinen en strand. In het noorden ligt het estuarium van de Canche. In de duinen bevinden zich pijnbossen.
Hoewel er veel bebouwing is in de duinen, van villa's en dergelijke, vindt men er ook parken zoals het Parc de l'Estuaire, het Parc des Pins en de Jardin d'Ypres.

## Bezienswaardigheden
- Sint-Jeanne d'Arc-kerk (Église Sainte-Jeanne-d'Arc)
- Vuurtoren van Le Touquet

## Toerisme
Le Touquet-Paris-Plage bezit tal van voorzieningen die bij een mondaine badplaats horen, zoals een klein vliegveld (geopend in 1936), een casino, hotels en appartementen, een paardenrenbaan, een golfterrein en terreinen voor andere soorten sport.

## Demografie
Onderstaande figuur toont het verloop van het inwonertal (bron: INSEE-tellingen).

## Nabijgelegen kernen
Étaples, Trépied, Stella-Plage